# 아이리스 (소설)
《아이리스》(Iris)는 대한민국의 소설가 채우도가 쓴 소설이다. 전 2권으로 구성되어 있으며, 드라마 방영 기간 중에 모두 출간되었다. 소설과 드라마의 모티브와 내용은 대부분 유사하나 결말 부분에서는 180도 다른 양상을 보인다. 1권에 김현준 역의 이병헌, 최승희 역의 김태희 친필사인이, 2권에 빅 역할을 맡은 T.O.P (최승현)의 친필사인이 수록되어 있다.